# Taxiphyllum isopterygioides
Taxiphyllum isopterygioides là một loài Rêu trong họ Hypnaceae. Loài này được (Dixon) W.R. Buck miêu tả khoa học đầu tiên năm 1987.